# Conseil national pour les libertés en Tunisie
Le Conseil national pour les libertés en Tunisie (CNLT) est une ONG tunisienne spécialisée dans les droits de l'homme.
Le CNLT est fondé en 1998 par une trentaine de personnalités dont Moncef Marzouki, Mustapha Ben Jaafar et Sihem Bensedrine. Il fait partie de la Fédération internationale pour les droits humains et du Réseau euro-méditerranéen des droits de l'homme. L'association œuvre pour la protection des droits de l'homme et détecte les dépassements, notamment dans le cadre des procédures électorales.

## Fondation
Au milieu des années 1990, la Ligue tunisienne des droits de l'homme (LTDH) connaît une profonde crise du fait de l'intromission des autorités qui cherchent à la mettre au pas. Constatant que la LTDH ne peut plus fonctionner normalement, 34 personnalités, en grande majorité des militants des droits humains, décident de fonder avec Sihem Bensedrine le CNLT en 1998. Les fondateurs choisissent le 10 décembre, jour anniversaire de la Déclaration universelle des droits de l'homme pour déclarer la naissance de l'ONG. Cependant,le gouvernement de l'époque ne reconnaît pas l'organisme et interdit ses activités. Le CNLT n'est finalement reconnu qu'à la suite de la révolution tunisienne, le 28 février 2011.

## Actions sous la dictature de Ben Ali
Sous la présidence de Zine el-Abidine Ben Ali, le CNLT mène une double bataille : celle du respect des droits de l'homme et, en marge de cette dernière, celle de son droit à l'existence. En réaction à son interdiction en 1999, le CNLT intente un procès auprès du Tribunal administratif contre le ministère de l'Intérieur pour abus de pouvoir. Son dossier n'est pas examiné et reste confisqué par le président du tribunal sans motif légal. Les militants du CNLT sont, pendant cette période, victimes d'intimidation policière, de diffamation dans des journaux proches du pouvoir voire d'emprisonnement, avec les arrestations de Moncef Marzouki en décembre 2000, Sihem Bensedrine en 2001, de Mohamed Abbou en 2005, de Zakia Dhifaoui et de Mohamed Ben Saïd en 2008. Par ailleurs, le CNLT est privé de tout financement.
L'activité du CNLT dans les droits humains se traduit par la contribution à l'élaboration de rapports sur la situation des droits de l'homme en Tunisie et la rédaction de communiqués visant à prévenir l'opinion publique lors de la violation des droits humains. Le CNLT assiste aussi les victimes des abus et leur famille, notamment au moment des procès et à la suite de leur emprisonnement ou lors des peines administratives complémentaires. Il a ainsi particulièrement soutenu les victimes des grands procès de la loi anti-terroriste de 2003.

## Membres fondateurs
- Khadija Chérif
- Héla Abdeljaouad
- Sana Ben Achour
- Zakia Dhifaoui
- Mohamed et Samia Abbou
- Naziha Réjiba (Oum Zied)
- Sihem Bensedrine
- Abdeljelil Bédoui
- Khalil Zaouia
- Larbi Chouikha
- Mohamed Nouri
- Mustapha Ben Jaafar
- Hechmi Jegham
- Abdelkader Ben Khemis
- Mohamed Mokhtar Arbaoui
- Moncef Marzouki
- Mongi Ben Salah
- Ahmed Kilani
- Mohamed Talbi
- Abderraouf Ayadi
- Tahar Mestiri
- Ahmed Galaï
- Kamel Jendoubi
- Lotfi Hidouri
- Mohamed Ben Saïd
- Omar Mestiri
- Ali Ben Salem